# Туристичко предузеће
Туристичко предузеће је специјализовано предузеће које послује по тржишним принципима. Предузећа врше следеће послове: пружају угоститељске услуге (смештај и исхрана), организују и обављају туристичка путовања и излете, изводе посете туристичким објектима, културним споменицима, спортским и забавним приредбама, организују лов и риболов, пружају услуге превоза, оправке превозних средстава. Ова предузећа могу радити и у посредничкој улози као агенти код уговарања туристичких аранжмана (тзв. тур-оператори).